# Prekov graben
Prekov graben je desni pritok potoka Besnica, ki teče po Besniški dolini vzhodno od Ljubljane in se pri Podgradu izliva v Ljubljanico kot njen zadnji desni pritok, tik preden se izlije v reko Savo.